# 매튜 브래디

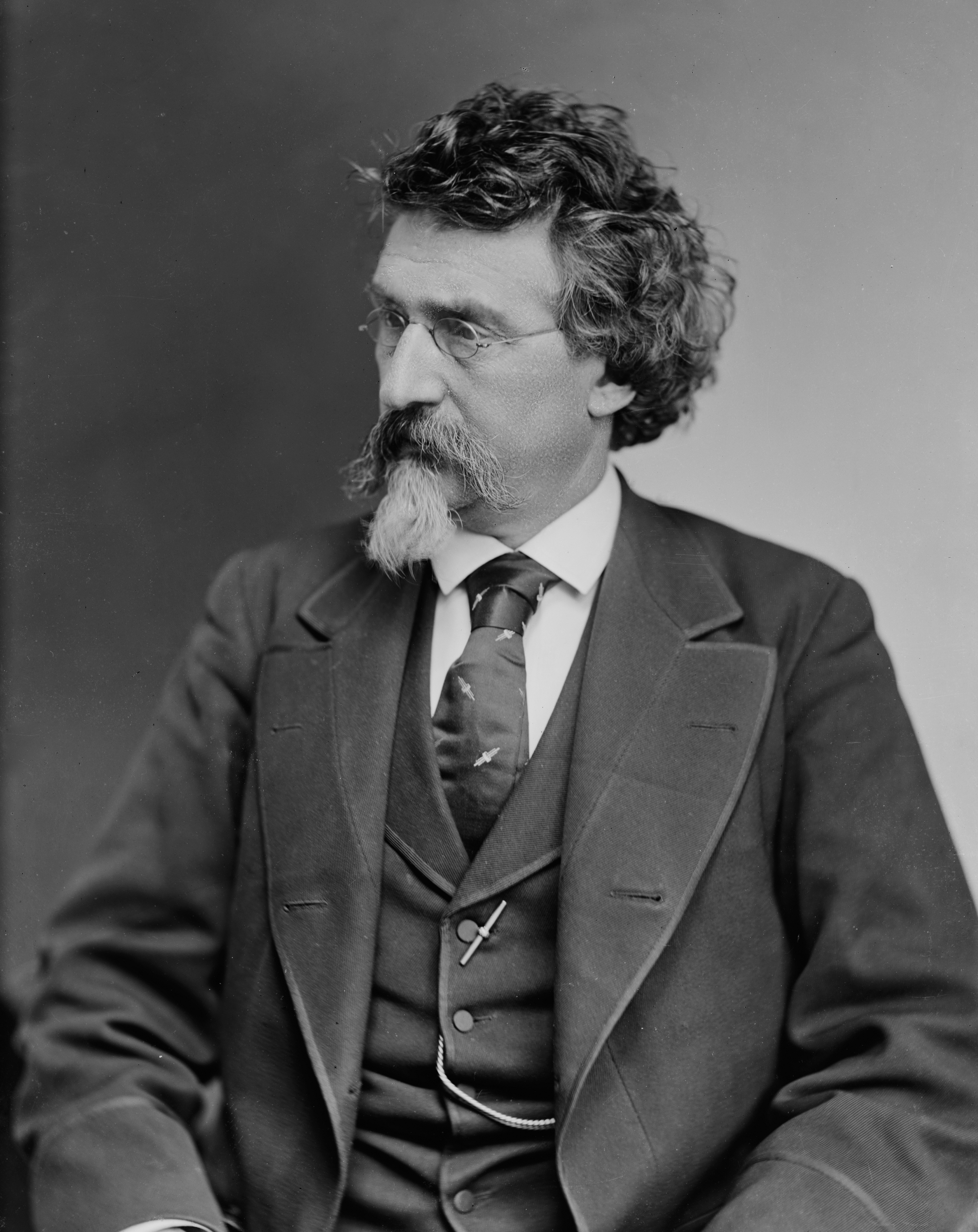
1875년 경 모습

매튜 브래디(Mathew Brady, 본명: 매튜 B. 브래디, Mathew B. Brady, 1822년 ~ 1824년 ~ 1896년 1월 15일)는 미국의 사진가였다. 미국 역사상 가장 초기이자 가장 유명한 사진가 중 한 명으로 알려진 그는 남북 전쟁 장면으로 가장 잘 알려져 있다. 미국에서 은판 사진 기술을 개척한 발명가 새뮤얼 모스 밑에서 공부했다. 브래디는 1844년 뉴욕에 자신의 스튜디오를 열고 미국 대통령 존 퀸시 애덤스, 에이브러햄 링컨, 밀러드 필모어, 마틴 밴 뷰런 및 기타 유명 인사들의 사진을 찍었다.
남북 전쟁이 시작되었을 때 브래디는 이동식 스튜디오와 암실을 사용하여 수천 장의 생생한 전장 사진을 통해 전쟁의 현실을 대중에게 전달했다. 그는 또한 분쟁 양측의 장군과 정치인의 사진을 찍었지만 대부분은 브래디 자신이 아닌 그의 조수가 찍은 것이다.
남북전쟁이 끝난 후 이 사진들은 유행이 지났고 정부는 그가 예상했던 대로 마스터 사본을 구입하지 않았다. 브래디의 재산은 급격히 줄어들었고 그는 빚을 지며 사망했다.